# 広島電鉄500形電車 (2代)
広島電鉄500形電車（ひろしまでんてつ500かたでんしゃ）は、1953年に広島電鉄で登場、以前在籍していた路面電車車両である。初代の500形については広島電鉄700形電車 (初代)を参照のこと。

## 概要
1953年9月に5両がナニワ工機で完成。翌年の1月に竣工した。
1951年に製造された、800形を元に前中扉に変更。側部の上部窓はHゴムで固定される形式に変更された。800形に引き続き、正面上部中央部の小型の行先表示器、それを挟み込む様に両側に通風機が設けられた。
機構的には全車共通で、直接制御・吊り掛け式が採用され、電動機はSS-50形（38kW×2）が、台車は新型のKS-7E形が採用された。
側窓の、Hゴムに関しては、後に抑え金に交換された。1974年に全車ワンマン車両になり、正面右部の通風機がワンマン表示に改められた。
その後全車、方向幕の電動・大型化が行われ、1984年3月に三菱電機の直流交流変換駆動方式（三菱MDA方式）CU77A集中型（21,000kcal/h×1）で冷房改造された。床下スペースの関係で、350形・550形と同様に補助電源の静止形インバータ装置を屋根上に設置した。
1980年代は、標準色車正面に菱形黄色の警戒塗装がされたが、後に消されている。また、広告電車としても広く使われている。
長い間、各系統で活躍していたが、市内線に3000形等の連接車の移籍で余剰となり、2001年に502が廃車、残った車両も2003年に全て廃車、解体された。

## 各車状況
| 車番 | 竣工          | ワンマン化竣工 | 冷房改造      | 廃車         |
| 501  | 1954年1月25日 | 1974年1月      | 1984年3月30日 | 2003年3月    |
| 502  | 1954年1月25日 | 1974年1月      | 1984年3月25日 | 2001年3月9日 |
| 503  | 1954年1月25日 | 1974年1月      | 1984年3月20日 | 2003年3月    |
| 504  | 1954年1月25日 | 1974年1月      | 1984年3月10日 | 2003年3月    |
| 505  | 1954年1月25日 | 1974年1月      | 1984年3月5日  | 2003年3月    |